# Llumeneres
Llumeneres – wieś w Andorze w parafii Sant Julià de Lòria. W 2017 roku miejscowość była zamieszkiwana przez 3 osoby. Jest to najmniej zaludniona wioska w Andorze.

## Gospodarka
Od lat sześćdziesiątych XX w. Llumeneres jest znana z eksploatacji rolnej, hodowlanej a zwłaszcza hodowli owiec i bydła, jak i również tytoniowej.

## Zabytki
- Kaplica Mare de Déu de les Neus de Llumenere – kaplica z kamiennymi ścianami, w której są przechowywane dokumenty założycielskie opatrzone pieczęcią biskupa Francisco Fernándeza de Xátiva pochodzące z 1769 r.[2]